# Coupe de la Ligue 2002-2003
La Coupe de la Ligue 2002-2003 fu la 9ª edizione della manifestazione. Iniziò il 10 ottobre 2002 e si concluse il 17 maggio 2003 con la finale allo Stade de France, vinta dal Monaco per 4-1 contro il Sochaux. La squadra campione in carica era il Bordeaux.

## Calendario
| Turno            | Partita Unica                                |                                              |
| ---------------- | -------------------------------------------- | -------------------------------------------- |
| Primo turno      | 10 ottobre-10 dicembre 2002                  | 10 ottobre-10 dicembre 2002                  |
| Secondo turno    | 7 dicembre 2002-18 gennaio 2003              | 7 dicembre 2002-18 gennaio 2003              |
| Ottavi di finale | 18 gennaio-14 febbraio 2003                  | 18 gennaio-14 febbraio 2003                  |
| Quarti di finale | 4-5 marzo 2003                               | 4-5 marzo 2003                               |
| Semifinali       | 15-16 aprile 2003                            | 15-16 aprile 2003                            |
| Finale           | 17 maggio 2003 Saint-Denis (Stade de France) | 17 maggio 2003 Saint-Denis (Stade de France) |

## Partite

### Primo Turno
| Squadra 1         | Risultato         | Squadra 2     |
| ----------------- | ----------------- | ------------- |
| Martigues         | 3 - 2 (dts)       | Stade Reims   |
| Créteil-Lusitanos | 1 - 0             | Clermont Foot |
| Amiens            | 0 - 1 (dts)       | Gueugnon      |
| Wasquehal         | 3 - 1             | Laval         |
| Metz              | 0 - 0 (4 - 2 dcr) | Niort         |
| Istres            | 3 - 1 (dts)       | Lorient       |
| Nîmes             | 2 - 0             | Angers        |
| Beauvais          | 2 - 1 (dts)       | Caen          |
| Saint-Étienne     | 3 - 2             | Tolosa        |
| Le Mans           | 3 - 0             | Valence       |
| Grenoble          | 2 - 0             | Cannes        |
| Nancy             | 3 - 0             | Châteauroux   |

### Secondo Turno
| Squadra 1           | Risultato         | Squadra 2  |
| ------------------- | ----------------- | ---------- |
| Guingamp            | 1 - 0             | Strasburgo |
| Martigues           | 0 - 1             | Metz       |
| Montpellier         | 1 - 2             | Bordeaux   |
| Gueugnon            | 1 - 1 (5 - 4 dcr) | Rennes     |
| Istres              | 1 - 2             | Lilla      |
| Beauvais            | 3 - 3 (3 - 1 dcr) | Lens       |
| Sochaux             | 3 - 0             | Ajaccio    |
| Nîmes               | 1 - 1 (4 - 2 dcr) | Sedan      |
| Le Mans             | 1 - 0             | Grenoble   |
| Créteil-Lusitanos   | 1 - 0             | Nizza      |
| Olympique Marsiglia | 5 - 1             | Troyes     |
| Olympique Lione     | 2 - 0             | Bastia     |
| Monaco              | 1 - 0             | Auxerre    |
| Saint-Étienne       | 1 - 0 (dts)       | Le Havre   |
| Paris Saint-Germain | 2 - 3             | Nantes     |
| Nancy               | 1 - 0             | Wasquehal  |

### Ottavi di finale
| Squadra 1           | Risultato         | Squadra 2         |
| ------------------- | ----------------- | ----------------- |
| Sochaux             | 3 - 3 (5 - 3 dcr) | Olympique Lione   |
| Lilla               | 0 - 0 (3 - 1 dcr) | Nîmes             |
| Guingamp            | 3 - 3 (2 - 4 dcr) | Nantes            |
| Metz                | 1 - 0             | Bordeaux          |
| Saint-Étienne       | 3 - 2             | Le Mans           |
| Olympique Marsiglia | 4 - 0             | Créteil-Lusitanos |
| Gueugnon            | 3 - 2             | Nancy             |
| Beauvais            | 0 - 1             | Monaco            |

### Quarti di finale
| Squadra 1     | Risultato   | Squadra 2           |
| ------------- | ----------- | ------------------- |
| Sochaux       | 1 - 0 (dts) | Lilla               |
| Nantes        | 0 - 2       | Metz                |
| Saint-Étienne | 0 - 2       | Olympique Marsiglia |
| Gueugnon      | 0 - 5       | Monaco              |

### Semifinali
| Squadra 1           | Risultato   | Squadra 2 |
| ------------------- | ----------- | --------- |
| Sochaux             | 3 - 2 (dts) | Metz      |
| Olympique Marsiglia | 0 - 1       | Monaco    |

### Finale
| Arbitro: | Damien Ledentu |

|                     |           |                                       |
| Saveljić 87’ (rig.) | Marcatori | 56’, 77’ Giuly 60’ Squillaci 70’ Pršo |

#### Formazioni
| Sochaux     |    |                     |  |     |
|             |    |                     |  |     |
| P           | 16 | Teddy Richert       |  |     |
| D           | 4  | Maxence Flachez     |  |     |
| D           | 5  | Niša Saveljić       |  |     |
| D           | 19 | Philippe Raschke    |  | 79’ |
| D           | 24 | Sylvain Monsoreau   |  |     |
| C           | 10 | Wilson Oruma        |  | 74’ |
| C           | 17 | Benoît Pedretti (C) |  |     |
| C           | 25 | Jérémy Mathieu      |  |     |
| C           | 9  | Mickaël Pagis       |  |     |
| A           | 13 | Pierre-Alain Frau   |  |     |
| A           | 14 | Francileudo Santos  |  | 46’ |
| Sostituti:  |    |                     |  |     |
| P           | 1  | Gérard Gnanhouan    |  |     |
| D           | 2  | Ibrahim Tall        |  | 79’ |
| C           | 6  | Johann Lonfat       |  | 74’ |
| C           | 8  | Fabien Boudarène    |  |     |
| A           | 12 | Michaël Isabey      |  | 46’ |
| Allenatore: |    |                     |  |     |
| Guy Lacombe |    |                     |  |     |

| Monaco           |    |                     |  |     |
|                  |    |                     |  |     |
| P                | 30 | Flavio Roma         |  |     |
| D                | 3  | Patrice Evra        |  |     |
| D                | 4  | Rafael Márquez      |  |     |
| D                | 19 | Sébastien Squillaci |  |     |
| D                | 27 | Julien Rodriguez    |  | 81’ |
| C                | 7  | Lucas Bernardi      |  |     |
| C                | 8  | Ludovic Giuly (C)   |  |     |
| C                | 25 | Jérôme Rothen       |  |     |
| C                | 9  | Dado Pršo           |  | 74’ |
| A                | 18 | Shabani Nonda       |  | 77’ |
| A                | 35 | Hassan El Fakiri    |  |     |
| Sostituti:       |    |                     |  |     |
| P                | 29 | Tony Sylva          |  |     |
| D                | 5  | Éric Cubilier       |  |     |
| D                | 32 | Gaël Givet          |  | 81’ |
| C                | 10 | Marcelo Gallardo    |  | 74’ |
| A                | 26 | Souleymane Camara   |  | 77’ |
| Allenatore:      |    |                     |  |     |
| Didier Deschamps |    |                     |  |     |